# 九峰乡
九峰乡（九峰公社），原是中華人民共和國四川省鄰水縣曾经下辖的一个乡，2019年划归坛同镇。

## 沿革
1949年12月，罈同區人民政府即建立了九峰鄉公所。1951年6月9日，九峰鄉公所劃歸第三區(合流區)公所管轄。1952年8月，九峰鄉公所劃歸第五區(幺灘區)公所管轄。1953年4月24日，九峰鄉公所改稱九峰鄉人民政府。1955年3月，九峰鄉人民政府再次劃歸第三區公所管轄。1956年1月16日，九峰鄉人民政府改稱九峰鄉人民委員會。1958年9月22日，九峰鄉人委改稱九峰人民公社。1966年5月「文革」開始後，九峰人民公社工作受到干擾．3月，由公社武裝幹部和群眾代表主持成立了九峰人民公社生產辦公室，負責公社日常工作。
2019年12月，撤销九峰乡，将所属行政区域划归坛同镇管辖。

## 行政区划
九峰乡撤销前下辖以下地区：
九峰村、金坪村、红星村、方井村和山沟村。